# Narajani (strefa)
Narajani (nep. नारायणी अञ्चल) – jedna ze stref w regionie Madhyamańćal, w Nepalu. Nazwa tej strefy pochodzi od rzeki Narayani, oddzielającej tę strefę od Gandaki i Lumbini. Siedzibą administracyjną strefy jest Birgańdź.
Narajani dzieli się na 5 dystryktów:
- Dystrykt Bara (Kalaiya),
- Dystrykt Chitwan (Bharatpur),
- Dystrykt Makwanpur (Hetauda),
- Dystrykt Parsa (Birgandż),
- Dystrykt Rautahat (Gaur).